# Clase turista: el mundo según los chilenos
Clase Turista: el mundo según los chilenos es un programa de televisión chileno del tipo docu-reality, basado en el programa argentino Clase turista: el mundo según los argentinos. Se emite por el canal de televisión TVN y está producida por Eyeworks-Cuatro Cabezas. 

## Formato
El programa elige un destino en una parte del mundo por programa y en ese lugar una selección de chilenos viviendo y trabajando allí. A lo largo del programa, éstos cuentan sus historias y muestran la ciudad, según su óptica y vivencias; las experiencias en aquel país y los lugares turísticos más importantes. La primera temporada contó con 8 capítulos.

## Primera temporada[1]
| Programa | Fecha de emisión               | Destino                  | Índice de audiencia | Fuente |
| -------- | ------------------------------ | ------------------------ | ------------------- | ------ |
| 1        | Domingo, 9 de enero de 2011    | Tokio, Japón             | 12,2                | [ 2 ]  |
| 2        | Domingo, 16 de enero de 2011   | Río de Janeiro, Brasil   | 14,7                | [ 3 ]  |
| 3        | Domingo, 23 de enero de 2011   | Miami, Estados Unidos    | —                   | [ 4 ]  |
| 4        | Domingo, 31 de enero de 2011   | Hong Kong                | 10,0                | [ 5 ]  |
| 5        | Domingo, 6 de febrero de 2011  | Ciudad de México, México | —                   | [ 6 ]  |
| 6        | Domingo, 13 de febrero de 2011 | Sídney, Australia        | 8,0                 | [ 7 ]  |
| 7        | Domingo, 20 de febrero de 2011 | Hawái, Estados Unidos    | 8,8                 | [ 8 ]  |
| 8        | Domingo, 27 de febrero de 2011 | Londres, Reino Unido     | —                   | [ 9 ]  |

## Segunda temporada
| Programa | Fecha de emisión              | Destino                       | Índice de audiencia | Fuente |
| -------- | ----------------------------- | ----------------------------- | ------------------- | ------ |
| 1        | Martes, 4 de febrero de 2014  | Ámsterdam, Países Bajos       | 13,6                | [ 10 ] |
| 2        | Martes, 11 de febrero de 2014 | Barcelona, España             | —                   | [ 11 ] |
| 3        | Martes, 18 de febrero de 2014 | Dubái, Emiratos Árabes Unidos | 12,7                | [ 12 ] |
| 4        | Martes, 25 de febrero de 2014 | Nueva York, Estados Unidos    | —                   | [ 13 ] |
| 5        | Martes, 4 de marzo de 2014    | Bogotá, Colombia              | —                   | [ 14 ] |

## Versiones extranjeras
| País      | Nombre                                         | Estreno                  | Cadena            |
| --------- | ---------------------------------------------- | ------------------------ | ----------------- |
| Argentina | Clase turista: el mundo según los argentinos   | 21 de septiembre de 2010 | Telefe            |
| Brasil    | Classe Turista: O Mundo Segundo os Brasileiros | 4 de enero de 2011       | Band              |
| España    | Españoles en el mundo (Version original)       | febrero de 2009          | New Atlantis/RTVE |
| México    | Mexicanos en el extranjero                     | 24 de julio de 2012      | Canal Once        |
| Portugal  | Portugueses pelo Mundo                         | 19 de junio de 2011      | RTP1              |